# Révolution yéménite
Pour les articles homonymes, voir guerre du Yémen.
Batailles
- Bataille de Saada
- Bataille de Dammaj
- Bataille de Sanaa
- Bataille de Taëz

La révolution yéménite, dite la révolution pacifique des jeunes, est un mouvement de contestation populaire et une série d'affrontements armés débutés en 2011 et qui s'achèvent en 2012 avec le départ du président Ali Abdallah Saleh. Cette révolution s'inscrit dans un contexte international du Printemps arabe. S'inspirant des précédents tunisien et égyptien, les manifestants réclament la démocratie, la fin de la corruption et de la mainmise du congrès général du peuple (CGP, au pouvoir), de meilleures conditions de vie et le départ du président Saleh, au pouvoir depuis 32 ans. 
Le mouvement de contestation part de l'université de Sana'a (la capitale). Débutée fin janvier, la contestation ne cesse de s'amplifier en prenant la forme de sit-in et de manifestations massives, la jeunesse révolutionnaire (shabab al-thawra) étant rejointe par les femmes, les chiites, les sunnites, les houthistes, les socialistes, etc.. Malgré les dizaines de millions d'armes en circulation dans le pays, et la violente répression, un des mots d'ordre est sulamiya, pacifisme. Les formes d’action sont très variées : sit-in, poésie, théâtre, etc.. « Irhal ! » (Dégage !), le slogan commun aux révolutions arabes, est adopté progressivement.
Le président refuse de se plier aux exigences des opposants et promet des concessions pour gagner du temps : c'est d'abord le 2 février sa non-candidature au renouvellement de son mandat présidentiel en 2013, puis une réforme de la Constitution début mars, et des élections d'ici à un an. Le 20 mars, le président limoge son gouvernement et le 23 mars, il propose un référendum constitutionnel, des élections législatives et présidentielles et son départ avant la fin de 2011.
Pendant cette succession d’annonces, les manifestations de l’opposition continuent. Le gouvernement fait tirer sur les manifestants, faisant parfois de nombreux morts, notamment après la manifestation du 18 mars (52 morts). C'est après cette manifestation que l'état d'urgence est décrété, et que d'importants soutiens du régime passent à la contestation : l'opposition parlementaire, d'importantes tribus, et des généraux de l'armée.
Des affrontements entre loyalistes et rebelles armés ont également lieu, et sont régulièrement réprimés dans le sang. Après le 18 mars, des places sont occupées dans différentes villes. L’opposition est progressivement rejointe par des personnalités importantes, diplomates, militaires, chefs de tribus, dignitaires religieux. En face, le président Saleh multiplie les dépenses, par exemple pour payer des contre-manifestants (160 € la journée, soit plus que le salaire mensuel), au point de faire baisser les réserves de devises du Yémen de cinq milliards de dollars.
Les mois d'avril et de mai sont occupés par la tentative de médiation du conseil de coopération du Golfe soutenue par l'Union européenne et les États-Unis, qui est acceptée par l'opposition. Le dictateur gagne du temps pendant deux mois, puis attaque un de ses opposants fin mai, ce qui menace de déclencher une guerre civile. À la fin du mois de mai, le pays est secoué par de forts affrontements entre forces gouvernementales et tribus armées. Le 2 juin, le bombardement du palais présidentiel blesse le président Saleh, qui est obligé de quitter le Yémen pour se faire soigner en Arabie saoudite, tandis que le pouvoir du président est disputé entre son fils Ahmad et le vice-président Abd-Rabbo Mansour Hadi. Après le retour du président de sa convalescence, le plan du CCG est finalement ratifié. Les élections anticipées qui suivent voient la victoire du seul candidat en lice, l'ancien vice-président Hadi, pour un mandat intérimaire de deux ans ayant comme priorité la réduction de l'influence d'Al-Qaïda dans la péninsule arabique (AQPA), qui s'est décuplée pendant le conflit. Depuis, les manifestations visant à rejeter la clause d'immunité de l'ancien président Saleh se poursuivent, afin qu'il soit traduit en justice par les nouvelles autorités.

## Contexte

### Un pays fragile et pauvre
Le Yémen est un des pays arabes les plus pauvres, marqué par de fortes disparités sociales et un taux de chômage atteignant les 35 %,. Selon les Nations unies, 45 % des Yéménites vivent en dessous du seuil de pauvreté et le Yémen est le pire pays du monde pour l'égalité entre hommes et femmes. Le taux d'analphabétisme est proche de 50 %. Dans ce pays marqué par la précarité et des incertitudes quotidiennes vient se greffer plusieurs autres :
- au sud du pays, un groupe séparatiste réclame l'indépendance du sud, celui-ci a été, par intermittences, un État souverain jusqu'en 1990, et la guerre civile de 1994 au Yémen avait pour but de revenir sur la réunification du Yémen, et « La fin de l'occupation » du nord[14] ;
- d’anciens partisans du président Saleh ont formé Al-Qaïda dans la péninsule arabique, qui affronte le régime[15] ;
- le nord du pays est également une zone de tension depuis 2004, où les braises de la guerre du Saada ne sont pas tout à fait éteintes ;
- et certaines autres parties du territoire sont mal ou pas contrôlées par le pouvoir central[15].

Enfin, les élections au Parlement sont repoussées d’année en année depuis quatre ans quand le printemps arabe se déclenche.
Conséquence de cette histoire marquée par les guerres séparatistes, le pays abrite entre cinquante millions,et soixante-dix millions d’armes. Cette situation n’empêche pas les protestations pacifiques : sans remonter à celles de l’époque coloniale ou des années 1990, en 2008, d’importantes grèves des dockers, enseignants et ouvriers ont donné lieu à des manifestations pacifiques dans tout le pays.
Le pays est dirigé par la famille du président Saleh, et par des membres de sa tribu, les Sanhân, qui font régner népotisme, clientélisme et corruption. Les tribus jouent encore un rôle social et politique important. Le Yémen est très dépendant des États-Unis, dont il reçoit 250 millions de dollars d’aide militaire par an. La publication par WikiLeaks de câbles diplomatiques révéla que, contrairement à ce qu'avait annoncé le dictateur Saleh, ce n'est pas l'armée yemenite qui était responsable de bombardements sur d’hypothétiques bases d’al-Qaïda, qui ont fait des dizaines de victimes civiles, mais l’aviation américaine.

### Le Printemps arabe
Les premières manifestations s'inscrivent dans un contexte révolutionnaire dans plusieurs pays arabes (Tunisie, Algérie, Libye, Égypte, Syrie, Bahreïn) appelé « Printemps arabe ». Le 14 janvier 2011, la fuite du président tunisien Ben Ali consacre le triomphe de la révolution tunisienne dont Mohamed Bouazizi, jeune vendeur ambulant s'étant immolé par le feu en signe de protestation, devient un des symboles. Dans les jours qui suivent, plusieurs personnes suivent son exemple dans l'ensemble du monde arabe, dont quatre au Yémen. Le 19 janvier, un homme s'asperge d'essence dans un village du Hadramaout, voulant par ce geste protester contre ses difficultés économiques. Le 26, un autre suit son exemple en plein centre-ville d'Aden, importante ville du sud du pays.

## Déroulement des événements

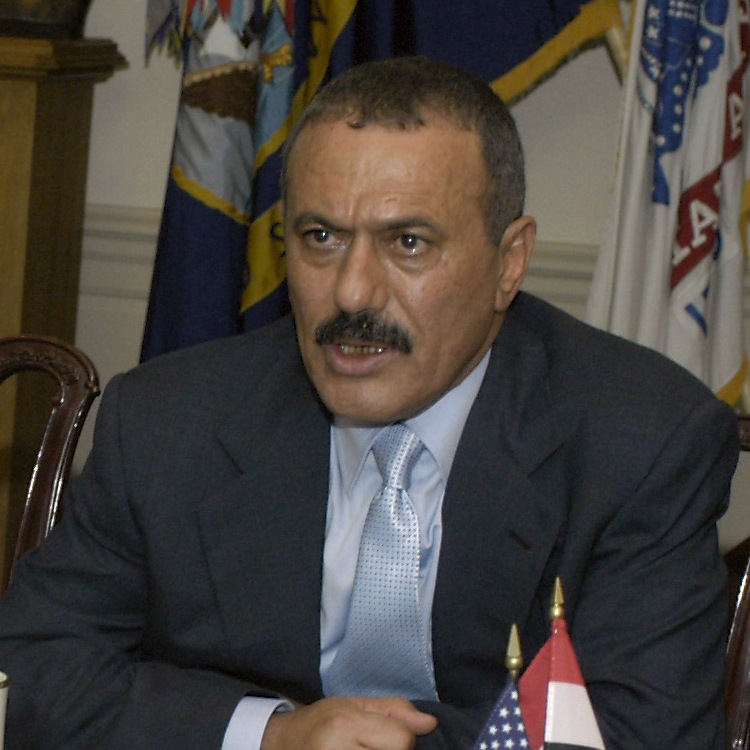
Le président Ali Abdallah Saleh (2004).

### Départ de la contestation et revendications
Dès le 15 janvier, des appels sont lancés à célébrer la fuite du dictateur tunisien Ben Ali (notamment par l’opposante Tawakkul Karman) en manifestant devant l’ambassade de Tunisie à Sanaa dès le 16, et à Taëz. Les manifestations ont lieu quotidiennement, gagnant en ampleur tout en restant pacifiques, malgré la violente répression des forces du régime. Les organisateurs sont des étudiants, des militants et des politiques de l’opposition ; peu à peu, les manifestations gagnent les provinces.
Jeudi 27 janvier, près de 16 000 personnes manifestent dans les rues de Sana'a et des dizaines de milliers dans tout le pays, scandant des slogans tels que « Non au renouvellement des mandats, non à la transmission héréditaire du pouvoir » — le président Saleh étant soupçonné de vouloir transmettre le pouvoir à son fils Ahmed, chef de la garde républicaine —, à l'exemple des précédents syriens (Bachar el-Assad) ou azerbaïdjanais (Ilham Aliev). Rejointes par une coalition de partis d'opposition dominée par le parti islamiste Al-Islah, le « forum commun » ou la Réunion commune (al-Liqah al-mushtarak), les manifestations restent pacifiques. Si les forces de sécurité n'interviennent pas, elles organisent la protection de quelques bâtiments-clés, tels le ministère de l'Intérieur et la banque centrale. Dans le sud, c'est le mouvement sudiste, aux visées séparatistes — avatar d'une guerre civile ayant ensanglanté le pays en 1994 — qui prend la main, réclamant quant à lui une « Révolution dans le sud » pour mettre fin à « l'Occupation » du nord. Peu à peu, la contestation gagne toutes les couches de la société urbaine.
Dès ces premières journées de contestation, le Congrès général du peuple, le parti au pouvoir, organise des contre-manifestations.

### Manifestations en février: l'installation dans la durée

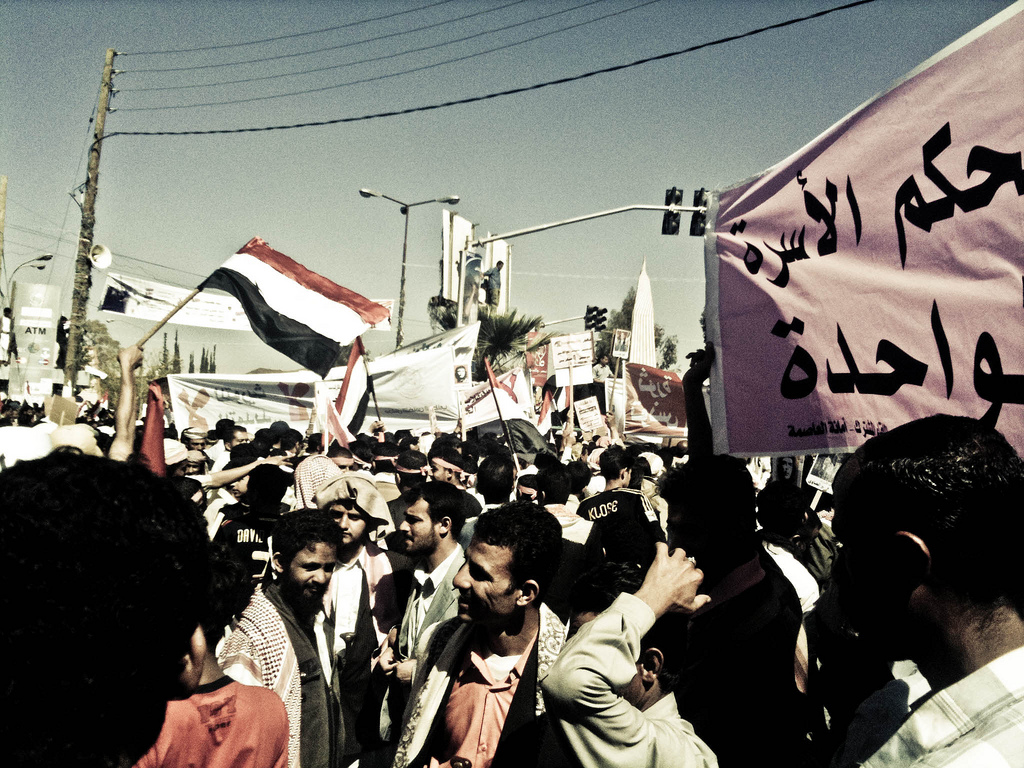
Manifestations le 3 février 2011- à Sana'a.

Le 2 février, le président Saleh tente de désamorcer la crise en affirmant devant le parlement qu'il ne briguerait pas un nouveau mandat en 2013. Il promet également la constitution d'un gouvernement d'union nationale et le report des élections législatives. En dépit de ces promesses, le « Premier jour de la colère » rassemble des milliers de manifestants à Sanaa, Aden et Taëz. Le lendemain, une « Deuxième journée de la colère » rassemble de 20 000 à 100 000 personnes aux abords de la place Tahrir (de la Libération) à Sanaa. Simultanément, des petits groupes de manifestants en faveur du pouvoir en place se regroupent, portant des portraits du président et proclamant notamment : « Par notre âme, par notre sang, nous nous sacrifierons pour le Yémen » et « Non aux destructions, non à la sédition » et les premières batailles de rue ont lieu. Dans les heures qui suivent, aidés par des membres de la police, les partisans du pouvoir se rendent maîtres de la place Tahrir.
Le 3 février, des dizaines de milliers d'opposants au régime se réunissent pour un « jour de colère » dans les rues de Sanaa, réclamant toujours la démission du président Saleh, cette journée marquant le véritable départ de la révolution au Yémen. Dans le sud, une manifestation des séparatistes du mouvement sudiste est réprimée par la police, qui tire sur les protestataires, faisant plusieurs blessés. Le 10 février, des milliers de militants du Mouvement du Sud défilent dans les villes de l’ancien Yémen du Sud.

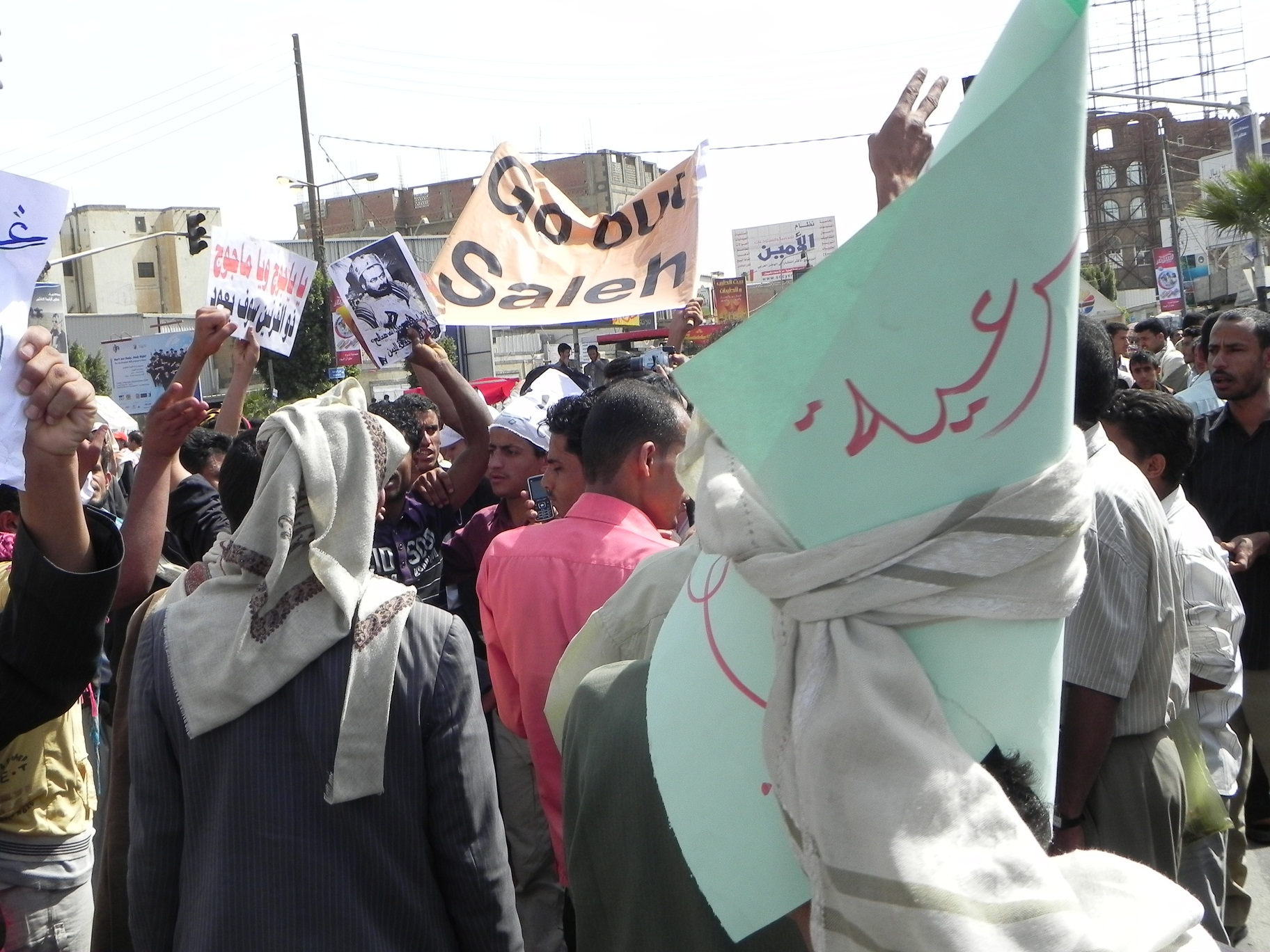
Manifestations le 21 février 2011-.

Le 12 février, au lendemain de la victoire de la révolution égyptienne, près de 4 000 manifestants se heurtent aux forces de l'ordre et à près de 10 000 partisans du président Saleh. Scandant « Après Moubarak, c'est au tour d'Ali [Abdallah Saleh] », « Dégage, Ali ! » ou « La révolution yéménite après la révolution égyptienne », ils sont rapidement réduits au silence. Une partie des pro-Saleh installe des tentes sur la place Tahrir, afin d'éviter que les protestataires ne parviennent à reprendre cette place stratégique située au cœur de Sanaa,. Le lendemain, ils sont encore près de 2 000 à se rassembler dans les rues de la capitale, au cri de : « Le peuple du Yémen veut la chute du régime ! ». Une partie des manifestants essaie de marcher sur le palais présidentiel, mais ils s'en voient empêchés par des cordons de policiers, qui les repoussent sans ménagement. Le 13, les manifestants sont des dizaines de milliers devant l’université de Sana'a et à Taëz, où 120 arrestations ont lieu. Le 15, 2 000 baltaguias attaquent les 3 000 étudiants qui occupaient le parvis de l’université. C’est à cette période que les manifestations commencent à s’étendre dans le reste du pays : les jours suivants, des affrontements entre manifestants et police font des morts et des blessés à Aden et à Sanaa, notamment lors des manifestations du Jour du départ à Taëz, le 18 février.
Le 20 février, le mouvement est rejoint par l'opposition parlementaire (le Forum commun), qui cesse ses négociations avec le gouvernement, et par les rebelles houthistes. Suivant l'exemple de la place Tahrir du Caire et des manifestants de Taëz, les étudiants occupent la place de l’Université à Sanaa à partir du 21 février,. Ils y rejoignent les quelques dizaines de paysans de Jahachine, qui protestent depuis dix-huit mois de manière pacifique en campant au sein de l'Université. C’est ce même jour que la contestation devient importante dans le nord du pays, dominé par les chiites, qui manifestent par dizaines de milliers à Saada. Plus tard, les Jeunes de la Révolution sont rejoints par différentes composantes de la société yéménite, comme les houthistes, et le camp compte jusqu’à un millier de tentes ; deux autres campements sont établis sur des places de Sanaa alors que celui l’Université est maintenu.
Le 25 février, les manifestations auraient réuni 180 000 personnes dans tout le pays, dont 30 000 à Sana'a, voire des centaines de milliers selon le Yemen Times, dans toutes les villes du pays : Sana'a, Taez, Ibb, Amran, Sa'dah, Aden, Ad Dali', Al Moukalla, Lahij, Shabwah, Abyan, Dhamar, Marib, Al Jawf et Hodeida. Les cheikhs des confédérations tribales des Hashed et Bakil soutiennent le mouvement. Des députés du CPG démissionnent.

### Mars: extension du mouvement et massacre du 18 mars
Les protestataires sont rejoints par différentes composantes de la société yéménite : les oulémas, les tribus, différents partis de l’opposition dont les députés ont démissionné de leurs mandats électifs, les rebelles zaïdites du nord du pays (voir guerre du Saada). Les femmes sont présentes en nombre à partir du début du mois de mars, avec Tawakkul Karman.
La proposition de nouvelle constitution et de départ dans l'année est rejetée dans l’opposition, sa sincérité étant remise en cause puisque dans le même discours, le dictateur promet de continuer à protéger les manifestants, alors que trois manifestants sont morts la veille et le jour même. Les manifestants occupent la place de l'Université à Sanaa, imitant ceux de la place Tahrir en Égypte, et la rebaptisent « place du Changement » (place Taghir en arabe). Les discours s'y tiennent sous l'« Obélisque de la sagesse ». Une crèche y est organisée pour la garde des enfants des manifestants, et un couple se marie après s’être rencontré pendant les manifestations. Les femmes y manifestent en nombre, certaines mêlées aux hommes et prenant la parole à la tribune, d’autres séparées d’eux par un cordon (remplacé par une barrière métallique ou une bâche),. C'est l'occasion d'un changement de comportement vers plus de respect et de considération de la part des hommes envers les femmes. Enfin, les artistes sont nombreux à exprimer leurs talents : la place du Changement est un lieu de création pour les musiciens, les comédiens, les peintres et les poètes du Yémen.
Le 8 mars, 70 à 80 manifestants sont blessés, un tué, et des émeutes éclatent dans les prisons de Sanaa, et le 11 mars, la répression des manifestations continue, et fait quatorze nouveaux blessés à Aden, dont trois par balles et onze par asphyxie. À Al Moukalla, quatre policiers sont tués dans une embuscade, et un enfant de douze ans dans la manifestation de la même ville. La tentative d’expulsion des occupants de la place de l’Université à Sanaa aboutit à un bilan d’un nouveau mort et de trois cents blessés. Le même jour, un autre manifestant est tué à Sanaa. La police yéménite semble utiliser des gaz innervants pouvant provoquer la mort dans certains cas par paralysie du système nerveux.
Dans la nuit du vendredi au samedi 12, la place Dairi à Sanaa est fermée par des murs de parpaing, et défendue par des milices de quartier favorables au dictateur. À Sanaa, Al Moukalla et Aden, les nouvelles manifestations sont durement réprimées, et les forces de police donnent l'assaut à l'université le dimanche, alors que Yacine Saïd Numan (en), porte-parole de l'opposition, demandait toujours un transfert pacifique du pouvoir.
Lors de la manifestation du 18 mars, des tireurs embusqués tuent 52 manifestants,,,, et en blessent plusieurs centaines, soignés à la mosquée de l'université. Ce massacre est un tournant de la révolution, et provoque le passage à la contestation d'éléments qui soutenaient Saleh auparavant ou qui étaient restés neutres,,, :
- plusieurs ministres quittent le gouvernement : Nabil al-Faqih, ministre du Tourisme, et Hammoud al-Hattar (ou Hitar), ministre des waqfs (biens religieux), dès vendredi[52], suivis d'Houda al-Baan, la ministre des Droits de l'homme, et de son sous-secrétaire Ali Taysir[53] ;
- les rebelles houthistes soutiennent également la révolution de la jeunesse[54] ;
- plusieurs diplomates et 23 députés du parti au pouvoir, le Congrès populaire général (CPG) démissionnent ;
- les Bédouins plantent eux aussi leurs tentes place du Changement[51]
- la répression est en outre condamnée par le patronat, les dignitaires religieux, les chefs de tribus[52].

Le président Saleh fait proclamer l’état d’urgence dans la soirée du 18 mars, pour 30 jours, mais le cheikh Sadeq al-Ahmar (en), chef de la confédération tribale des Hached (en), à laquelle appartient la tribu du président, annonce lui aussi son soutien aux contestataires, suivi par de nombreux membres de cette tribu et par l'autre grande confédération de tribus du Yémen, les Bakil (en) (mais selon Le Monde, le 28 mai, cette tribu hésite toujours sur le camp à choisir). Le gouvernement est finalement limogé le dimanche 20 mars, ce qui n’empêche pas la contestation de s’élargir encore : le général Ali Mohsen al-Ahmar (demi-frère du président) décide de rejoindre le mouvement de contestation le 21 mars,,, suivi par des dizaines d’officiers de l’armée et du ministère de l’Intérieur dans tout le pays et par sa 1re division blindée, qui protège désormais les manifestants. Les troupes de la base d'Al Moukalla, dans l’est, le suivent en bloc, et affrontent les 21 et 24 mars la Garde républicaine du président Saleh.
Les manifestants de la place du Changement sont protégés par les militaires de la 1re brigade blindée, commandée par Ali Mohsen.
Ali Saleh accepte le 23 mars les revendications soumises par les partis politiques au début du mois. Mais le Forum commun, l’alliance des partis d’opposition, aligne ses revendications sur celles du Mouvement de la jeunesse, à l’origine de la révolution, la principale étant le départ d’Ali Abdallah Saleh. Le Forum commun pousse même à une marche sur le palais présidentiel.
Le 22 mars, les rebelles houthistes (voir guerre du Saada) reprennent le contrôle de Saada, alors qu'un cessez-le-feu avait été proclamé en 2010. Les rebelles bénéficient de la non-intervention de l'armée, commandée dans la région nord-ouest par Ali Mohsen, et qui a lui aussi rejoint la révolution. Le vendredi 25, deux grandes manifestations ont lieu parallèlement. Les partisans du président manifestent sur la place Tahrir qu’ils occupent depuis plusieurs jours et la Sabayn, grande avenue de Sanaa, et ses opposants sur la place du Changement, sans affrontements entre les deux camps.
À Jaar, dans le sud du pays, une usine de munitions, abandonnée par les forces de sécurité, est pillée, par Al-Qaïda selon différentes sources. Ensuite, ouverte à tous, elle est envahie par les habitants, avant d'exploser. L'explosion fait plus de 100 morts. Le 27 mars, des rebelles identifiés par le pouvoir yéménite aux membres d’Al-Qaïda, prennent le contrôle d’une ville dans le sud du pays malgré la résistance de l’armée.
Le Forum commun (ou Rencontre commune,, « al-Liqa al-mushtarak », réunissant socialistes et Frères musulmans) s'organise fin mars, avec des rencontres régulières rassemblant le Parti socialiste yéménite, le Rassemblement yéménite pour la réforme, l'Organisation populaire nassérienne, l'Union des forces populaires, el-Haq (le parti chiite), des représentants des jeunes, et des indépendants. Yacine Saïd Numan, président du parlement réunifié en 1990, en est une des figures les plus respectées. Fin mars, un document-programme de la révolution est rédigé et soumis à approbation des comités de la jeunesse (le 2 avril, 30 des 75 comités participant l’avaient approuvé).
Le 30 mars, plusieurs milliers de personnes manifestent à Sanaa, mais c'est à Eb que les plus grosses manifestations, regroupant plusieurs dizaines de milliers de personnes, ont lieu. Plusieurs régions du pays (districts voire gouvernorats entiers) ne sont plus sous le contrôle du pouvoir fin mars, notamment le gouvernorat d’Abyane où un mouvement d’Al-Qaïda aurait proclamé un émirat islamique et où des combats entre l’armée et les islamistes font un mort le 1er avril.
Globalement, au mois de mars, la mobilisation se maintient. Dans les villes importantes, des lieux symboliques sont occupés : place de l'Université à Sanaa (rebaptisée « place du Changement »), place de la Libération à Taez, ou une place par quartier à Aden. Cette ville du Sud inquiète le pouvoir, car plusieurs décennies de marxisme y ont laissé des traces dans les mentalités. La forte répression, trente morts depuis le début du mouvement, dont 10 dès le 16 février, a enraciné la contestation.

### Au printemps, le plan de transition international

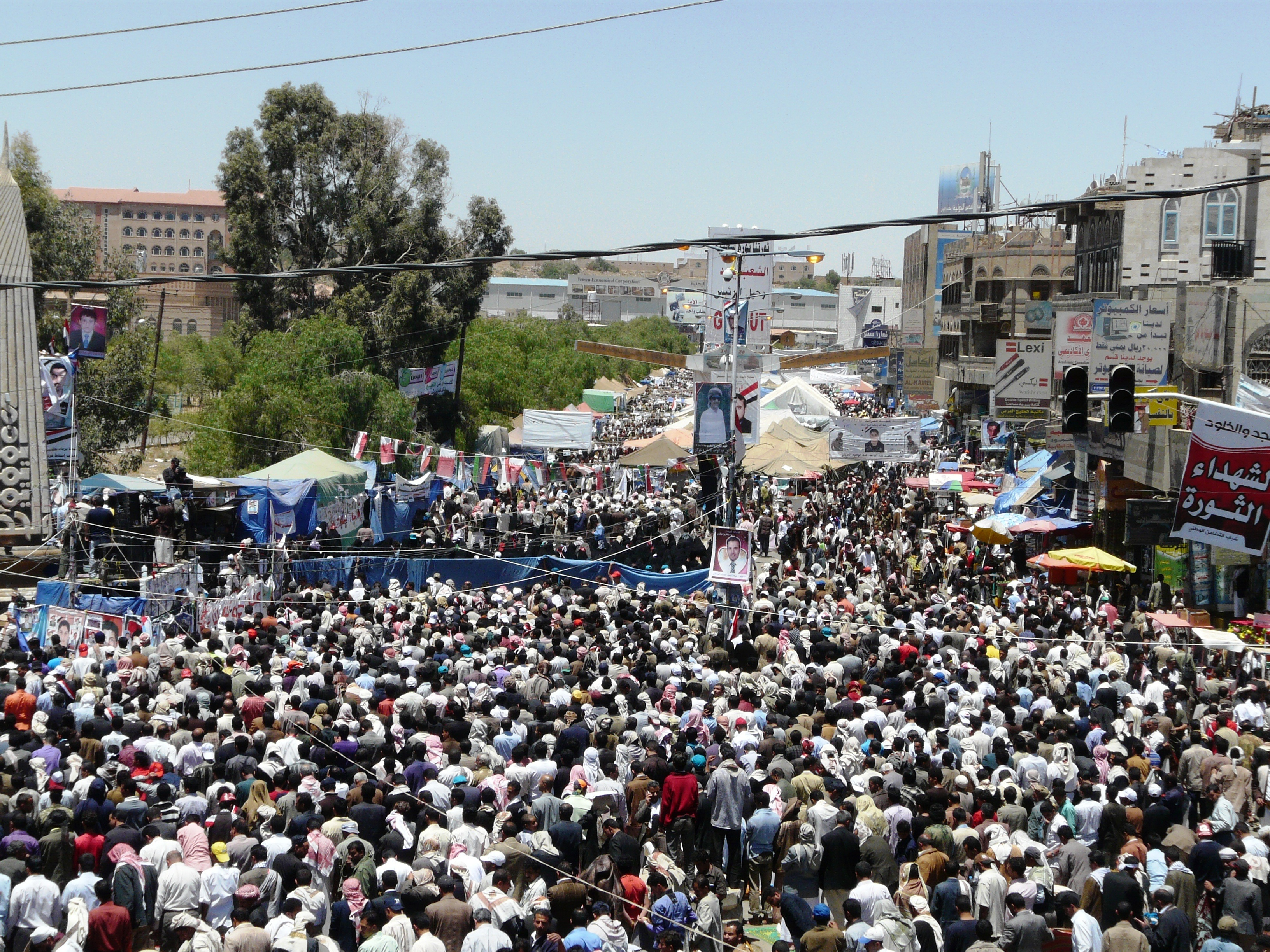
Manifestations le 4 avril 2011- à Sana'a.

Les 4 et 5 avril, des milliers de manifestants affrontent la police à Taez et Sana'a. Trois sont tués, 400 sont blessés. À Aden, 15 militants sont arrêtés. Le 6 avril, le bâtiment du gouvernorat de Taez est pris d’assaut par les manifestants. Le 8 avril, des manifestations ont lieu dans 15 des 21 provinces, rassemblant des centaines de milliers de personnes.
Chaque vendredi, de nouvelles manifestations ont lieu concurremment : les contestataires se rassemblant place de l’Université/du Changement, les partisans du régime place Sabayn, devant la mosquée présidentielle, et ce dès le 1er avril,. La répression des manifestations continue : les 5 et 6 avril, 24 manifestants sont tués ; le 17, un millier sont intoxiqués par les gaz et une centaine blessés par balles à Sanaa ; le 19, 5 morts encore à Sanaa.
Le Forum commun rédige son programme dont les principaux points sont :
- départ du président Saleh, remplacé par le vice-président Abdrabbo Mansour Hadi, qui sera uniquement chargé de la réforme du système policier ;
- formation d’un conseil national de transition et d’un gouvernement provisoire ;
- création d’un comité devant réformer la constitution, et dont les propositions seraient validées par un référendum supervisé par une commission indépendante ;
- enquête sur les morts durant la révolution et indemnisation des familles.

Un des gendres du président Saleh, Yahya Ismaïl al-Ahmar, l’abandonne.

#### Les manœuvres dilatoires de Saleh face au CCG

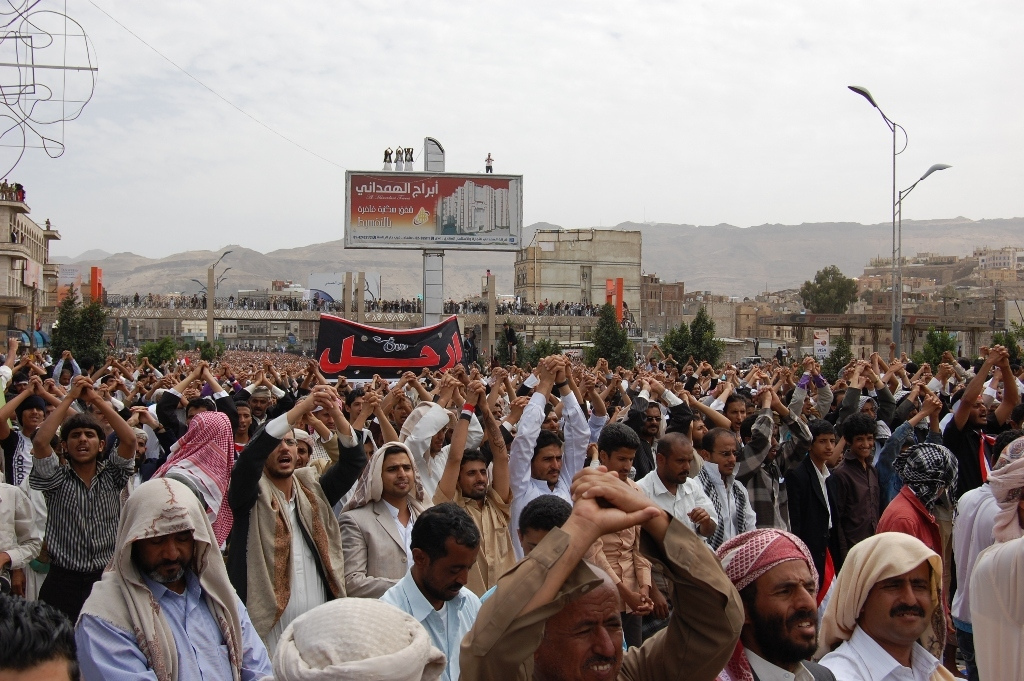
Manifestations le 22 avril 2011- à Sana'a.

Différentes tentatives de médiation ont lieu, mais toutes échouent, le président Saleh exigeant de finir son mandat et l’immunité judiciaire, deux choses refusées par les manifestants. Le premier plan international, qui prévoit un départ sous trente jours de Saleh, contre son immunité judiciaire, est accepté par le dictateur le 11 avril, mais refusé par des centaines de milliers de manifestants le lendemain. De plus, cinq soldats sont tués dans des combats entre soldats de la 1re DB et troupes loyalistes. Le 15 avril, les manifestations s’étendent encore, dans 17 provinces au total (vendredi de la Tolérance).
Le vendredi 22 avril, ont lieu les plus importantes manifestations depuis le début du mouvement : le vendredi de la Dernière chance. Des soldats de l’armée régulière sont régulièrement tués dans divers affrontements : 13 dans la province de Lahj le 21 avril, 10 soldats de la garde républicaine le 22 dans celle de Marib. Le samedi 23, le plan 30/60, élaboré par l’Union européenne et les États-Unis et présenté par le conseil de coopération du Golfe est accepté par le Congrès général du peuple, parti au pouvoir, et par Ali Abdallah Saleh. Après la signature prévue début mai à Riyad du plan par les différents partis politiques, il devait se dérouler comme suit, avec la garantie du CCG, de l’UE et des États-Unis, :
- le président forme un gouvernement d’union nationale dans les sept jours. Ce gouvernement est formé à égalité d’hommes du CPG et de l’opposition parlementaire ;
- au 29e jour de la transition, la Chambre des députés vote une loi d’amnistie pour le président, sa famille et ses collaborateurs. L’opposition s’engage à participer au vote de la loi ;
- au lendemain du vote, le président remet ses pouvoirs à la Chambre. Les manifestations doivent cesser ;
- le vice-président devient alors président par intérim et appelle à des élections présidentielles anticipées soixante jours plus tard ;
- le nouveau président forme une commission constitutionnelle ;
- un projet de nouvelle constitution est soumis à référendum ;
- après approbation de la constitution, des élections législatives ont lieu.

Ce plan a suscité quelques réticences dans l’opposition parlementaire, notamment la possibilité laissée au Parlement de refuser la démission du président, l’autorité conservée par le dictateur sur le gouvernement d’union nationale, l’immunité judiciaire et le délai pour le départ du président, mais elle finit par accepter le plan.
Le reste de l’opposition politique appelait à une grève générale à partir du samedi 23 avril, bien suivie sur deux jours. Les jeunes manifestants sont unanimes à rejeter, une fois de plus, cette tentative de médiation,. Par ailleurs, des dizaines de policiers ayant manifesté leur soutien aux chebabs sur la base aérienne de al-Anad ont été arrêtés.

#### Manifestations et affrontements fin avril et au mois de mai

Tente de révolutionnaire, le 18 mai 2011- à Taez.

Quinze personnes sont mortes et plus de 130 ont été blessés lors des manifestations du 27 avril. Les forces de l’ordre ont tiré sur les dizaines de milliers de manifestants de l’avenue Sittine à Sanaa, faisant 12 morts et au moins 130 blessés. À Aden, lors d’affrontements autour de barrages routiers mis en place par les manifestants, un manifestant et deux policiers ont été tués, et trois manifestants blessés.
Le 28 avril, en réaction au projet de transition constitutionnelle assurant l’immunité à Saleh, les jeunes de la place du Changement annoncent la création de la coordination Watan (« Patrie »), avec la nomination d’un coordinateur, Wassim al-Qirchy. Des manifestations opposées à cette transition rassemblent des dizaines de milliers de personnes.
Samedi le 30 avril, deux militaires et trois civils ont été tués à Aden, dans le sud du Yémen, dans des échanges de tirs entre des soldats et des hommes armés. Le 8 mai, un jeune est tué par balle lors d'une manifestation, et deux autres blessés et le 9 mai, la police tue un autre manifestant et en blesse des dizaines d'autres.
Les 4 et 5 mai, des milliers d’opposants manifestent à Sana'a, Taez, Hodeidah, Ibb, Dhamar notamment. Ils sont des centaines de milliers le 6, et les manifestations continuent chaque jour. Le 11 mai, trois manifestants yéménites ont été tués par balle à Taëz, au sud de Sanaa. À Sanaa, les soldats loyalistes ont revêtu les uniformes de la 1re DB pour piéger les manifestants : 12 sont tués, 150 blessés.

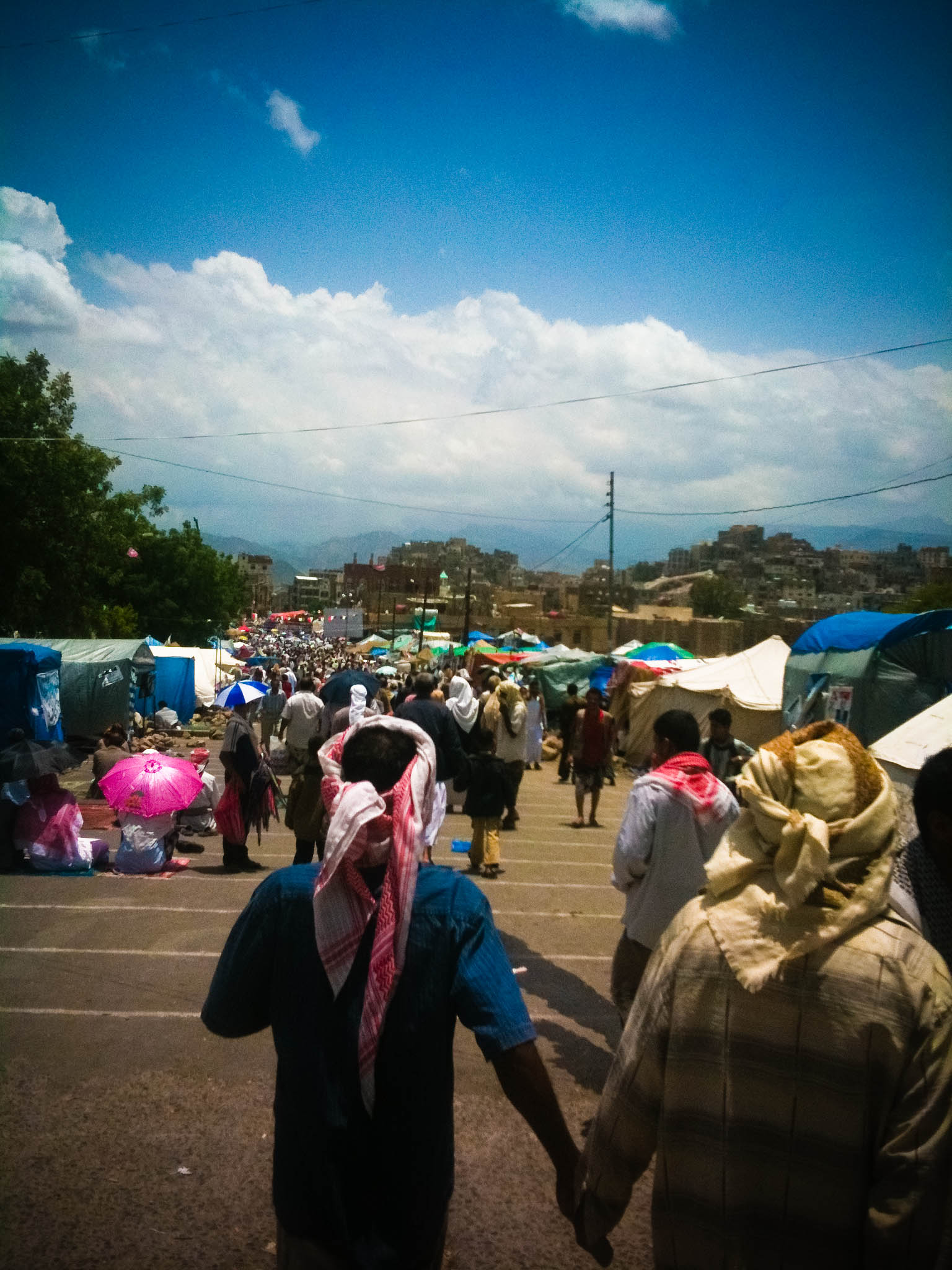
Manifestants le 20 mai 2011- à Taez.

Le 12 mai, dix manifestants hostiles au président yéménite Ali Abdallah Saleh ont été tués par des tirs des forces de sécurité lors d'affrontements nocturnes à Sanaa, suivie de 9 autres manifestants en journée toujours des partisans du président Ali Abdallah Saleh,.
Le 13 mai, trois manifestants hostiles au président yéménite Ali Abdallah Saleh ont été tués vendredi par des militaires à Ibb, au sud-est de Sanaa, alors que des centaines de milliers de personnes manifestent encore dans tout le pays,.
Le 17 mai, trois soldats yéménites ont été tués dans une attaque menée par des hommes armés contre un poste de contrôle dans la province du Hadramaout. Le 19 mai, des marches tentent d’occuper les bâtiments gouvernementaux à Sanaa, mais sont peu suivies. Le 20 mai, les opposants à Saleh sont des centaines de milliers de personnes,, voire 1,5 million à manifester à Sanaa, selon le journal égyptien Al-Ahram.
Le 9 mai, les partis de l’opposition prêts à signer le plan du CCG donnent deux jours à Saleh pour l’accepter sans nouvelles conditions.
Le 21 mai, jour de la fête nationale de l’Unité, l’opposition signe le plan de transition soutenu par le CCG, avec le parti présidentiel et ses alliés, et en présence de l’émissaire du CCG,. Des millions de personnes manifestent sur la place du Changement, les partisans de Saleh défilent sur l’avenue de la Police. Le dictateur Saleh se dérobe le 22 mai, espérant que le mouvement s'éteigne ou se divise. Mais le dimanche 22 mai, le président Saleh tergiverse à nouveau, alors que ses partisans bloquent la circulation dans Sanaa et encerclent l'ambassade des Émirats arabes unis, provoquant le départ des émissaires du CCG.

## Début d'affrontements armés et massacre des 29-30 mai à Taëz
Le 22 mai, les partisans du président Saleh assiègent pendant une dizaine d’heures l’ambassade des Émirats arabes unis, dont le personnel est évacué par hélicoptère. Les 23 mai et 24 mai, Ali Saleh ordonne une attaque de cheikh Sadeq Al-Ahmar, chef de la confédération tribale des Hashed : sa villa est bombardée alors que plusieurs chefs de tribus y sont rassemblés, et plusieurs de ses hommes meurent. Dans le nord du pays, l’armée attaque des membres de la confédération tribale des Hashed. Les jours suivants, les combats se déplacent dans d’autres quartiers de la ville.
Malgré cela, les manifestations continuent de rassembler massivement les Yéménites : le 24 mai, il y a 21 morts dans les manifestations à Sanaa, et le 26 mai, il y a des centaines de milliers de manifestants. Les désertions de militaires en faveur des manifestants se multiplient.
Le 25 mai, les miliciens de cheikh Sadeq al-Ahmar (en) prennent le contrôle de l'agence de presse Saba et la compagnie aérienne Yemenia. Le jeudi 26 mai, les affrontements à armes de guerre entre les partisans du cheikh Sadeq al-Ahmar et les troupes fidèles au dictateur Saleh connaissent une escalade, quand l'artillerie est utilisée lors de frappes dans le quartier d'al-Hasaba, à Sanaa, où la résidence du chef tribal se situe. Ces combats font environ 70 morts. Les 29 et 30 mai, le campement de 5 000 tentes établi place de la Liberté à Taëz est détruit par les forces loyalistes selon les méthodes habituelles : tireurs embusqués, baltaguias utilisant bâtons à clous, gaz lacrymogènes, artillerie anti-aérienne ; des bulldozers et des chars sont aussi utilisés,, ainsi que des canons à eau chargés avec de l’essence pour incendier les tentes, prenant au piège de très nombreuses personnes. Le bilan est estimé à 250 morts et 2 000 blessés. Selon des témoins, certains manifestants sont morts en respirant des gaz de guerre, et l'hôpital de campagne établi sur la place a également été bombardé. Le mardi 31 mai, les affrontements reprennent entre les partisans du cheikh et ceux du président Saleh à Sanaa, alors que les combattants insurgés tribaux ont pris le contrôle du siège du Congrès populaire général. La répression des manifestations à Taëz dure ces jours-ci et fait plusieurs morts.
Le 1er juin, le Yémen s'enfonce un peu plus dans la guerre alors que les mouvements de contestations populaires sont éclipsés par de violents combats entre les forces du président Saleh et celles des chefs tribaux. Les hommes du cheikh al-Ahmar se rapprochent du siège de la présidence.

### Blessure et départ de Saleh

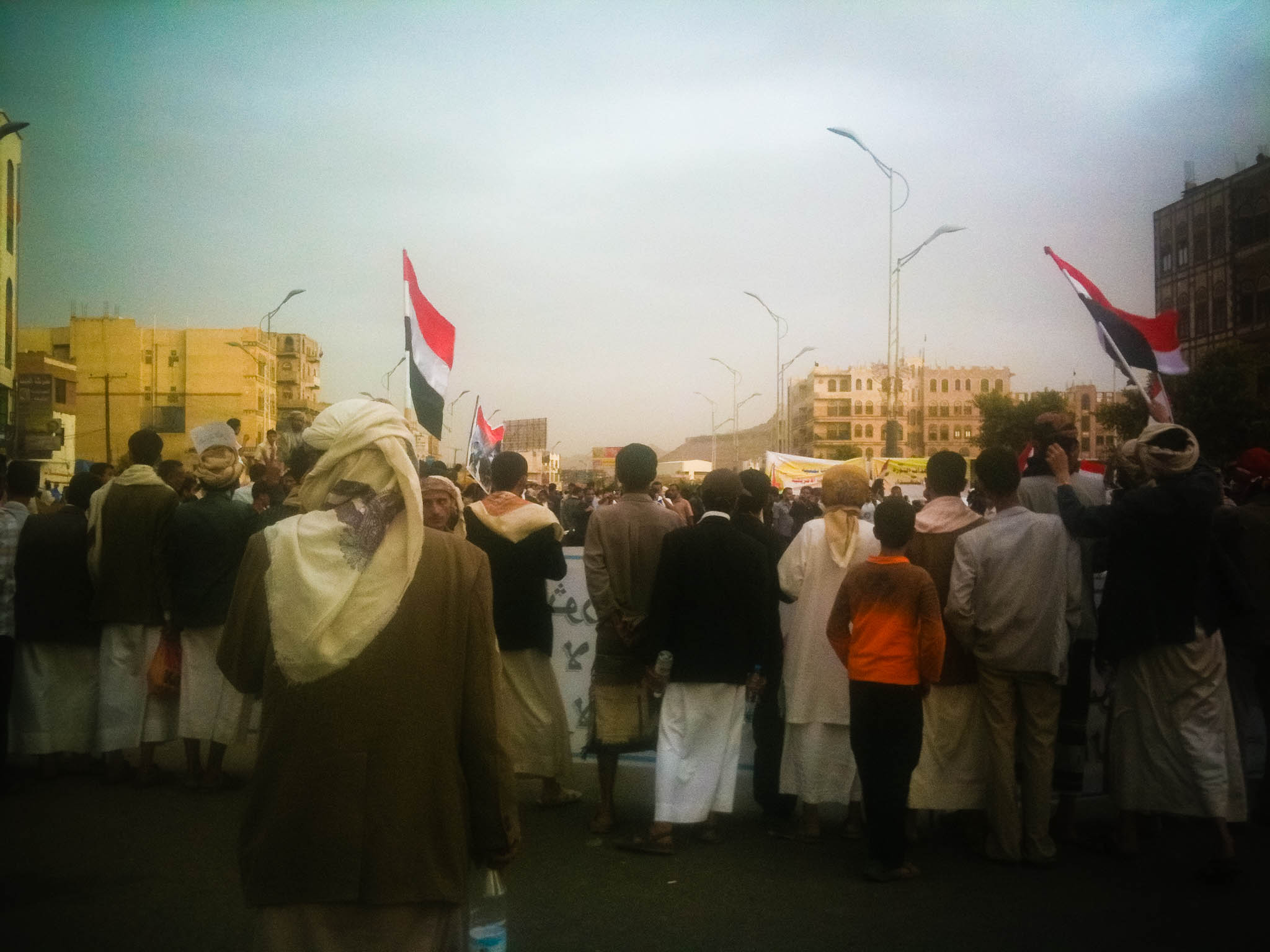
Manifestations le 7 juin à Sana'a.

Le 3 juin, le président Saleh ainsi que son Premier ministre, les présidents des deux chambres du Parlement, dont le président du Conseil consultatif Abdel Aziz Abdel Ghani décédera deux mois plus tard, et d'autres membres du gouvernement sont blessés par une explosion lors de la prière du vendredi. Cette explosion est d’abord attribuée à un bombardement d’artillerie contre le palais présidentiel,, puis de plus en plus d'éléments font penser à un attentat,, comme la découverte d'autres bombes dans la mosquée du palais présidentiel. Selon la BBC, qui cite des « sources proches du président », Saleh aurait reçu un éclat d’obus long de 7,6 cm sous le cœur et serait brûlé au second degré au thorax et au visage. Le 4 juin, Saleh se rend en Arabie saoudite pour se faire soigner. Pendant ce temps à Sanaa, les contestataires célèbrent ce qu'ils considèrent comme la fuite de Saleh. Les opposants veulent alors mettre en place un Conseil présidentiel.
Le départ du président Saleh est accompagné du retrait de la police, qui n'intervient plus pour protéger les biens. Des comités citoyens se sont mis en place pour assurer la protection des quartiers. Le 7 juin, une partie de la ville de Taëz échappe au contrôle du gouvernement et passe sous celui des opposants aidés par les tribus, qui y déploient des forces de sécurité pour « protéger la ville du génocide orchestré par le gouvernement,. » Le 13 juin, des centaines de milliers de personnes défilent dans les grandes villes du pays (Sanaa, Ta'izz, Al Moukalla, al-Hodeïda, Ibb, Damar et Saada), alors que des négociations ont lieu entre le vice-président et l'opposition afin de mettre en œuvre le plan proposé par la CCG. Le 26 juin, une manifestation millionnaire à Sanaa demande la démission de Saleh. Au mois de juin, la mobilisation pour le sit-in permanent d’Aden diminue, mais les manifestations rassemblent de plus en plus de monde les 10, 17 et 21 juin.

### Retour du président
Le 16 août, le président Saleh annonce son retour d'Arabie saoudite, mais demeure finalement sur place, déléguant ses pouvoirs à son vice-président. Le 18 septembre, 26 révolutionnaires sont tués et 550 sont blessés dans des manifestations contre le président Saleh à Sanaa. Le 19, 2e jour consécutif, 32 morts à Sanaa (28) et à Taiz (4) et 300 blessés. Le 20, 3e jour de violences, 26 morts à Sanaa et 200 blessés. Le 21, 16 morts et des dizaines de blessés dans la poursuite des combats de rue malgré le cessez-le-feu. Le bilan est alors de plus de 100 morts et plus de 1 050 blessés en 4 jours.
Fin septembre 2011, après 3 mois de convalescence, le président Saleh revient finalement dans son pays, provoquant un regain de tension avec de violents combats causant des dizaines de morts.
Le 27 septembre, le ministre de la Défense yéménite échappe à un attentat-suicide à la voiture piégée contre son convoi à Aden, dans le sud du pays, et le lendemain au nord de Sanaa, un chasseur est abattu lors de raid de l'aviation loyaliste contre des tribus opposées au président Saleh.

### Signature de l'accord
Le 23 novembre, le président Saleh signe le plan des monarchies du Golfe et accepte de céder le pouvoir à son vice-président sous 30 jours, jusqu'aux élections anticipées de février 2012. Ensuite, il décrète une amnistie pour ses opposants. Il part ensuite pour les États-Unis avec l'intention de revenir ensuite au Yémen, cette fois comme opposant. Le dimanche 22 janvier 2012, des dizaines de milliers de personnes ont manifesté à Sanaa, réclamant l'exécution du président Ali Abdallah Saleh et protestant contre la loi lui accordant l'immunité. Le vice-président Abdrabbo Mansour Hadi est élu nouveau président de la République du Yémen, le premier au suffrage universel direct, le 21 février 2012 lors d'une élection anticipée dont il était le seul candidat, en accord avec le plan des monarchies du Golfe pour un mandat intérimaire de deux ans. En échange, Saleh reçoit lui aussi une amnistie.

## Conséquences

### Bilan humain
À l'occasion de l'an un du massacre du 18 mars 2011 où 57 manifestants ont été tués, le gouvernement de transition a dressé un bilan de plus de 2 000 morts dont 143 enfants et 20 femmes et 22 000 blessés pendant la révolution[réf. nécessaire]. 

### Conséquences économiques
L’installation de la révolte dans la durée provoque une crise économique, qui se manifeste par une forte inflation : les prix alimentaires augmentent de 40 %, les prix du gaz et des produits pétroliers de 600 %. De très nombreux salariés du secteur privé ont été licenciés. Cette crise est éventuellement favorisée par le clan Saleh, qui interviendrait pour détourner les circuits de distribution en hydrocarbures.